# Ндебеле (народ в ЮАР)

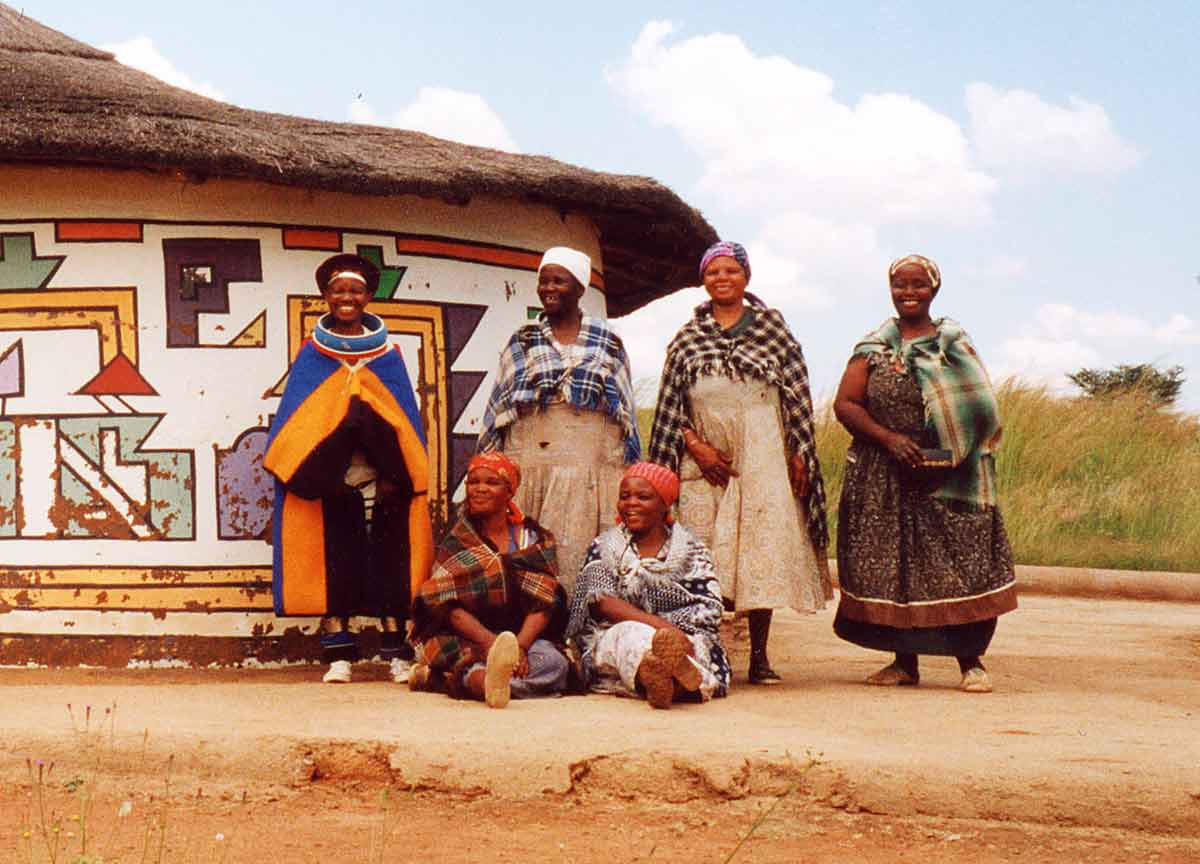

Ндебе́ле (ндебеле: amaNdebele) — народ группы нгуни, проживающий в Южной Африке, главным образом на территории бывшей провинции Трансвааль. Ндебеле были одним из кланов нгуни, проживавших на восточном берегу Южной Африки. Первые нгуни, последователи вождя по имени Муси, осели в Трансваале в XVIII веке; позже они принимали участие в Мфекане, когда власть захватил Мзиликази, бывший военачальник в армии Чаки. Часть ндебеле ушла с Мзиликази на север, в нынешний Зимбабве (Матабелеленд). В Трансваале сейчас существует две группы ндебеле: северная — в Лимпопо, вокруг городов Мокопане (Потхитерсрюс) и Полокване (Питерсбург) — и южная (вокруг Бронкхорстспрейта, к востоку от Претории).
В конце XIX века ндебеле под руководством Ньябелы безуспешно воевали с бурскими поселенцами, которых возглавлял Пит Жубер, позже получивший известность в ходе первой и второй англо-бурских войн.
Северные ндебеле в настоящее время почти полностью ассимилировались со своими соседями (сото и тсвана) в том, что касается языка и обычаев. Южные ндебеле лучше сохранили язык, а в эпоху апартеида для них был создан специальный бантустан Квандебеле. Сейчас его территория входит в провинцию Мпумаланга, а ндебеле — один из официальных языков ЮАР. В рамках группы нгуни язык ндебеле близок свати и пути, входя в подгруппу текела.

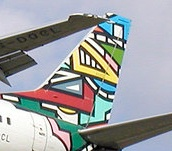
Хвост самолета BA с узорами ндебеле

Большую известность имеют расписные дома ндебеле. По легенде при распределении Богом занятий для африканских народов ндебеле ничего не осталось. После этого Бог взглянул на небо и увидел там радугу. После этого он сказал: «Так пусть мужчины и женщины ндебеле украшают свои хижины и одежды цветами радуги. Это станет их основным призванием — создавать красоту там, где разрушили её хлебопашцы и рудокопы». В 1997 году авиакомпания British Airways использовала узоры ндебеле для украшения нескольких самолетов.